# Politik i Nordmakedonien
Republiken Nordmakedonien är en demokratisk republik.
Enligt landets grundlag från 1991 delas makten mellan lagstiftande, utövande och dömande institutioner. 

## Utövande
Landets statschef är presidenten, som väljs i fria och hemliga val, för en mandatperiod om fem år.
Presidenter i Nordmakedonien sedan självständigheten:
- Kiro Gligorov (1991-1999)
- Boris Trajkovski (1999-2004)
- Branko Crvenkovski (2004-2009)
- Gjorge Ivanov (2009–2019)
- Stevo Pendarovski (2019–2024)
- Gordana Siljanovska-Davkova (2024–)

### Presidentval i Nordmakedonien

#### Valet 2009
I presidentvalet 2009 ställde sju kandidater upp. Eftersom ingen av dem uppnådde nödvändiga 50 % i första valomgången den 22 mars kommer en andra valomgång att anordnas den 5 april. I denna ställs statsvetaren Gjorge Ivanov från regerande kristdemokratiska VMRO-DPMNE (som fick ca 34 % av rösterna) mot den tidigare utrikesministern från SDSM Ljubomir Frčkoski (20 %). 
Valets stora överraskning var annars den 41-årige läkaren och etniske albanen Imer Selmani som med sin måttfulla framtoning erövrade 15 % av rösterna och gjorde inbrytningar i valkretsar dominerade av etniska makedonier .
På fjärde plats kom valets ende oberoende kandidat Ljube Boškoski (14 %), följd av DUI:s kandidat Agron Buxhaku (7 %) och Liberaldemokraternas Nano Ružin (4 %).
Den enda kvinnliga kandidaten Mirushe Hoxha från DPA kom sist med knappa 3 % av rösterna.

## Dömande
Den dömande makten utövas av domstolar. Parlamentet utser domarna i de tre övergripande organen:
- Högsta domstolen
- Författningsdomstolen
- Republikanska rättsrådet

## Lagstiftande
Den lagstiftande makten tillfaller landets parlament som består av 120 ledamöter, valda på fyra år, i fria och hemliga val.
85 av dessa utses genom majoritetsval i enmansvalkretsar. En parlamentsledamot kallas Parlamentarec.
35 väljs i proportionella val (enligt D’Hondts princip) där hela landet utgör en valkrets.
Det finns omkring 1 ½ miljon röstberättigade i Nordmakedonien, fördelade på 85 valkretsar och nästan 3000 vallokaler. I en första valomgång utser dessa de 35 proportionellt valda parlamentarikerna. Även i enmansvalkretsarna kan en kandidat väljas redan i första valomgången, om de röster denne erövrar utgör minst
- 50 % av de avgivna rösterna i valkretsen
- en tredjedel av det totala antalet röstberättigade i valkretsen

Om ingen kandidat lyckas uppnå en sådan majoritet genomförs, två veckor senare, en andra valomgång i vilken de två kandidater som erhållit flest röster ställs mot varandra. Den av de två som då får flest röster, erövrar valkretsens mandat i Nordmakedoniens parlament.

### Politiska partier
Den dominerande politiska skiljelinjen i makedonsk politik går mellan de ledande partierna VMRO-DPMNE och SDSM. Före Ohridavtalet gick den politiska skiljelinjen ofta mellan landets största etniska grupper, makedonier och albaner. 
Det ledande nationella makedonska partiet är det kristdemokratiska VMRO-DPMNE.
Det största vänsterpartiet är Makedoniens socialdemokratiska union (SDSM), arvtagaren till Makedonska kommunistligan, det statsbärande partiet under den tid Nordmakedonien var en del av Jugoslavien. 
De ledande albanska partierna är Demokratiska integrationsunionen (DUI) och Albanska demokratiska partiet (DPA) .
Dessutom finns en rad partier som vill tillvarata andra etniska minoriteters (som romers, vlachers, bosniakers och turkars) intressen.

### Parlamentsval i Nordmakedonien

#### Valet 1994
Makedoniens socialdemokratiska union blev landets största parti, i de första valen efter självständigheten 1991. VMRO-DPMNE bojkottade andra valomgången, med hänvisning till påstått valfusk i första valomgången.

#### Valet 1998
VMRO–DPMNE vann valet och bildade regering tillsammans med Albanska demokratiska partiet.

#### Valet 2002
Parlamentsvalet hölls den 15 december 2002.
Segrare blev valalliansen Tillsammans för Makedonien, lett av SDSM, som kom att bilda regering tillsammans med det Demokratiska integrationsunionen (DUI).

#### Valet 2006
VMRO–DPMNE och det Albanska demokratiska partiet (DPA) återtog regeringsmakten.

#### Valet 2008
I mitten av mars 2008, sedan Kosovo förklarat sig oberoende hoppade DPA av regeringen Gruevski p.g.a. oenighet med VMRO-DPME rörande viljan att:
- erkänna Kosovos självständighet
- lösa den 17 år långa namntvisten med Grekland, som nyligen blockerat Makedoniens medlemskap i Nato.[4]

Nyval utlystes till den 1 juni. Valdagen kantades av våldsutbrott på flera håll i landet, särskilt i de albanskdominerade delarna av landet. Minst en person sköts ihjäl, och flera vallokaler tvingades stänga. 
Premiärminister Nikola Gruevskis parti VMRO-DPME vann en jordskredsseger i valet  sedan man spelat på nationalistiska stämningar.  
Det största albanska parti efter valet 2006, Demokratiska integrationsunionen (DUI) (vänster), fick inte ingå i center-höger regeringen och protesterade samt kritiserade PDS (höger) att inte tillvarata albanernas intressen och utmanade till nyval vilket PDS accepterade. Den respekterade, hårt arbetande och allt populärare regeringen ledd av Nikola Gruevski var trött på ständiga bojkotter, förhalningar och obstruktioner i parlamentet främst från Makedoniens socialdemokratiska union (SDSM), ville ha en absolut majoritet i parlamentet och utlyste nyval efter två år    . Många oppositionspartier främst SDSM fruktade nyvalet och protesterade. Det katastrofala valresultatet för oppositionen ledde till att flera partiledare avgick.